# Jeremy Guscott

a Compétitions nationales et continentales officielles uniquement.

b Matchs officiels uniquement.
Dernière mise à jour le 10 juillet 2009.
Jeremy (Jerry) Clayton Guscott, né le 7 juillet 1965 à Bath, est un ancien joueur rugby international anglais évoluant au poste de trois-quarts centre.
À l'occasion du match de poule de la coupe du monde 2011 entre l'équipe d'Australie et celle d'Irlande qui verra cette dernière s'imposer pour une de ses plus belles victoires, Gordon D'Arcy et O'Driscoll établirent le record mondial d'apparitions communes pour une paire de centres en matchs internationaux avec 45 associations. Ils battirent l'ancien record détenu par Will Carling et Guscott.

## Club
- Bath Rugby (vainqueur de la coupe d'Europe 1997-1998)

## Palmarès
- Grand Chelem dans le Tournoi des Cinq Nations 1991, 1992, 1995
- 65 sélections entre 1989 et 1999.
- Première sélection contre la Roumanie le 13/05/1989.
- 143 points (30 essais et 2 drops)
- 8 sélections avec les Lions britanniques et irlandais (7 points : 1 essai et 1 drop)